# Палладийдисвинец
Палладийдисвинец — бинарное неорганическое соединение
палладия и свинца
с формулой Pb2Pd,
кристаллы.

## Получение
- Сплавление стехиометрических количеств чистых веществ:

{\displaystyle {\mathsf {Pd+2Pb\ {\xrightarrow {454^{o}C}}\ Pb_{2}Pd}}}

## Физические свойства
Палладийдисвинец образует кристаллы
тетрагональной сингонии,
пространственная группа I 4/mcm,
параметры ячейки a = 0,684 нм, c = 0,583 нм, Z = 4,
структура типа диалюминиймеди CuAl2
.
Соединение конгруэнтно плавится при температуре 454°C(472°C; 474°C).